# (4373) Crespo
(4373) Crespo est un astéroïde de la ceinture principale.

## Description
(4373) Crespo est un astéroïde de la ceinture principale. Il fut découvert le 14 août 1985 à la station Anderson Mesa par Edward L. G. Bowell. Il présente une orbite caractérisée par un demi-grand axe de 2,23 UA, une excentricité de 0,18 et une inclinaison de 5,0° par rapport à l'écliptique.

## Compléments